# Świdry (powiat olecki)
Świdry – wieś w Polsce położona w województwie warmińsko-mazurskim, w powiecie oleckim, w gminie Olecko.
W latach 1975–1998 miejscowość należała administracyjnie do województwa suwalskiego.
Wieś wzmiankowana już w 1540 roku, lokowana 24 stycznia 1542 roku, kiedy to książę Albrecht nadał tu 15 włók Marcinowi Szkodzie i jego pięciu synom. W roku 1563 książę Albrecht nadał jeszcze na prawie chełmińskim 2 włóki Mikołajowi Zimmermannowi. Szkoła powstała na przełomie XVIII i XIX wieku. W 1938 wieś liczyła 246 mieszkańców i nosiła nazwę Schwiddern.
Zobacz też: Świdry
Bibliografia:
- OLECKO Czasy, ludzie, zdarzenia Tekst: Ryszard Demby, wyd. 2000